# Giebenach
Giebenach es una comuna suiza del cantón de Basilea-Campiña, situada en el distrito de Liestal. Limita al norte con las comunas de Kaiseraugst (AG) y Olsberg (AG), al este con Arisdorf, al sur y oeste con Füllinsdorf, y al noroeste con Augst.